# Seattle SuperSonics 1979-1980
La stagione 1979-80 dei Seattle SuperSonics fu la 13ª nella NBA per la franchigia.
I Seattle SuperSonics arrivarono secondi nella Pacific Division della Western Conference con un record di 56-26. Nei play-off vinsero il primo turno con i Portland Trail Blazers (2-1), la semifinale di conference con i Milwaukee Bucks (4-3), perdendo poi la finale di conference con i Los Angeles Lakers (4-1).

## Roster
| N° | Naz.                   | Ruolo | Sportivo       | Anno | Alt. | Peso |
| -- | ---------------------- | ----- | -------------- | ---- | ---- | ---- |
| 1  | Stati Uniti (bandiera) | G     | Gus Williams   | 1953 | 188  | 79   |
| 8  | Stati Uniti (bandiera) | AC    | Lonnie Shelton | 1955 | 203  | 109  |
| 15 | Stati Uniti (bandiera) | G     | Vinnie Johnson | 1956 | 188  | 91   |
| 20 | Stati Uniti (bandiera) | AC    | James Bailey   | 1957 | 206  | 100  |
| 23 | Stati Uniti (bandiera) | AC    | Tom LaGarde    | 1955 | 208  | 100  |
| 24 | Stati Uniti (bandiera) | G     | Dennis Johnson | 1954 | 193  | 84   |
| 27 | Stati Uniti (bandiera) | A     | John Johnson   | 1947 | 201  | 91   |
| 32 | Stati Uniti (bandiera) | G     | Fred Brown     | 1948 | 191  | 83   |
| 36 | Stati Uniti (bandiera) | AC    | Paul Silas     | 1943 | 201  | 100  |
| 42 | Stati Uniti (bandiera) | A     | Wally Walker   | 1954 | 201  | 86   |
| 43 | Stati Uniti (bandiera) | AC    | Jack Sikma     | 1955 | 211  | 104  |

## Staff tecnico
- Allenatore: Lenny Wilkens
- Vice-allenatore: Les Habegger